# Караисен
Карàйсен, срещано и с неправилното Караисен, е село в Централна Северна България, област Велико Търново, община Павликени.

## География
Велико Търново отстои на 60 км, Павликени – на 15 км, а Свищов е на 38 км от Караисен. Съществуват добри транспортни връзки с Павликени и Свищов, а главният път София-Русе е на 7 км.
Разположено е в Дунавската равнина. Релефът в района е хълмисто-равнинен, пресечен от голям язовир. Освен за риболов има условия и за лов. В района има плодородни почви – черноземни и сиви горски. Климатът е умерено континентален със средна годишна температура на въздуха 11,5 °С.
Село Караисен е най-голямото в община Павликени. Населението на село Караисен е основно българско.

## История
Легенда разказва, че името на селото идва от Кара Асан, Кара Хасан (Черния Асен), който помогнал на хората от селото при епидемия, като намерил ново безопасно място за селото. В негова чест селото получило днешното си име.
В най-новата българска история селото е известно с първата битка, която през пролетта на 1868 г. четата на Хаджи Димитър и Стефан Караджа води с редовната турска армия в местността Караисенските лозя.. Името на селото влиза епизодично и в литературата. В първа глава на „Немили-недраги“, описвайки интериора на кръчмата на Странджата, Иван Вазов казва, че на стената е висяла картина от битката на четата на двамата поборници с турците в караисенските лозя. Днес на мястото на битката се издига паметник, а устната традиция сред местните твърди, че човек от селото е погребал в къщата си обезглавените трупове на загинали четници.

## Население
Преброяване на населението през 2011 г.
Численост и дял на етническите групи според преброяването на населението през 2011 г.:
|                     | Численост | Дял (в %) |
| Общо                | 1103      | 100,00    |
| Българи             | 1072      | 97,18     |
| Турци               | 3         | 0,27      |
| Цигани              | 0         | 0,00      |
| Други               | 0         | 0,00      |
| Не се самоопределят | 0         | 0,00      |
| Неотговорили        | 26        | 2,35      |

## Забележителности
- Паметник на Хаджи Димитър и Стефан Караджа
- Язовир „Караисен“
- Винарска изба

## Редовни събития
Всеки понеделник се провежда пазар. На него се продават стоки, необходими на жителите на селото.
Всяка година в края на октомври се провежда сбор на селото.
Ежегодно се чества денят на първата битка на четата на Хаджи Димитър и Стефан Караджа с празнична заря.